# 北海道道1119号稚内丰富线
北海道道1119号稚内丰富线（日语：北海道道1119号稚内豊富線）是一条北海道稚内市惠北起至同市上增幌，途经沼川并连结丰富町的普通道级道路（北海道道）。

## 道路概况
- 起点：北海道稚内市惠北（＝北海道道121号稚内幌延线交点）
- 終点：北海道天盐郡丰富町開源（＝国道40号交点）
- 总長：16.1千米
- 共线区间：
  - 稚内市沼川（北海道道121号稚内幌延线）
  - 稚内市沼川 - 丰富町開源（北海道道138号丰富猿拂线）

## 经过的自治体
- 宗谷综合振兴局
  - 稚内市
  - 天盐郡丰富町

## 主要连接道路
- 稚内市
  - 北海道道121号稚内幌延线＝惠北、沼川
  - 省略直到終点的重複区間

## 历史
- 1994年4月1日 路線勘定